# Tatiana Guderzo
Tatiana Guderzo (Marostica, 22 de agosto de 1984) é uma ciclista italiana que compete no ciclismo na modalidade de estrada; ainda que também disputa corridas de pista, na prova de perseguição por equipas.
Ganhou três medalhas no Campeonato Mundial de Ciclismo em Estrada, na prova de rota, entre os anos 2004 e 2018.
Em pista tem obtido uma medalha de bronze no Campeonato Mundial de Ciclismo em Pista de 2018 e três medalhas no Campeonato Europeu de Ciclismo em Pista, entre os anos 2014 e 2017.
Participou em quatro Jogos Olímpicos de Verão, entre os anos 2004 e 2016, obtendo uma medalha de bronze em Pequim 2008, na corrida de rota, e o 6.º lugar em Rio de Janeiro 2016, na prova de perseguição por equipas.

## Trajectória desportiva

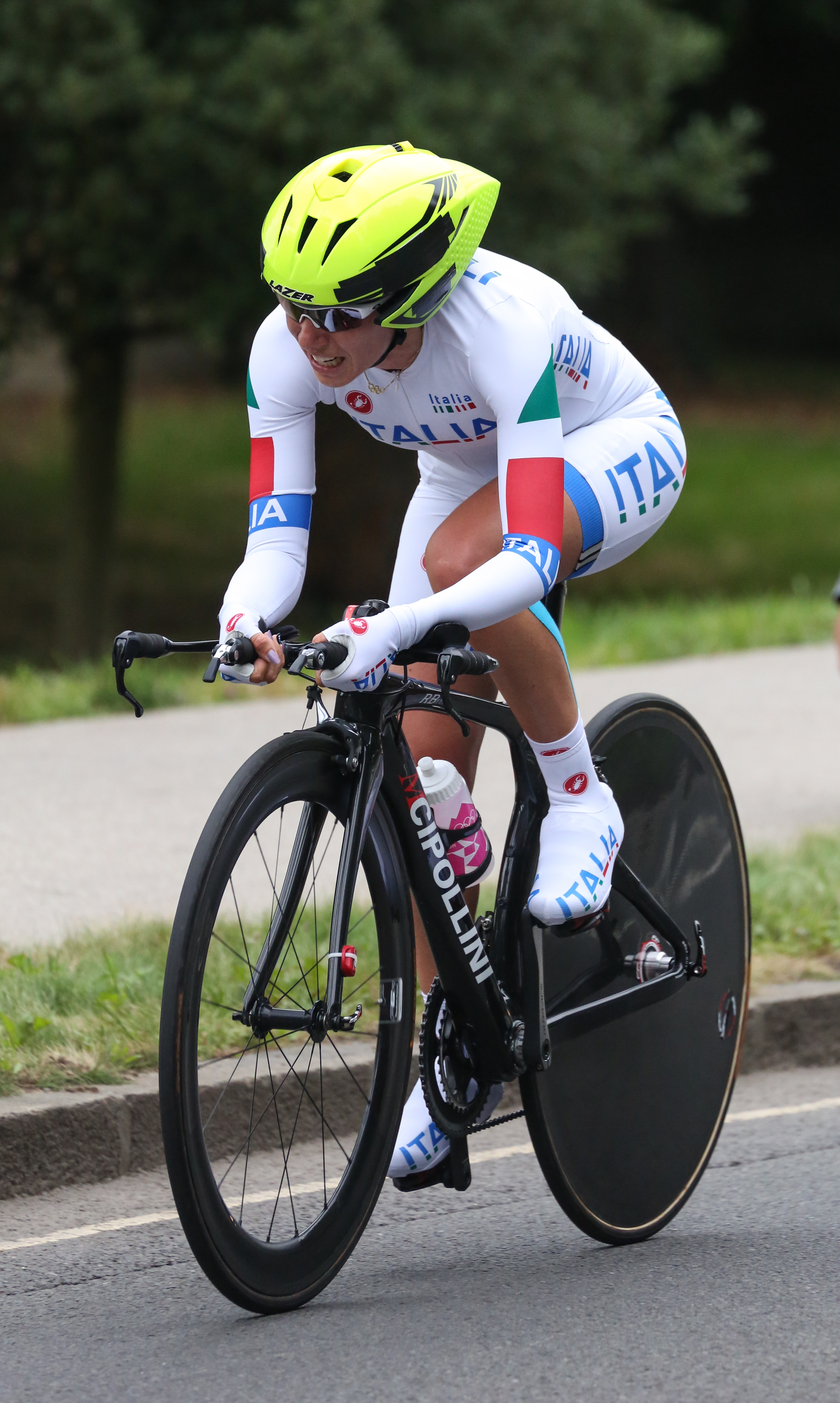
Guderzo, na contrarrelógio dos Jogos Olímpicos de Verão de 2012

Em 2004, sendo ainda amador, ganhou a medalha de prata no Mundial de Rota, fazendo-se profissional ao ano seguinte. Disputou as duas provas de estrada nos Jogos Olímpicos de Verão de 2008 (onde conseguiu a medalha de bronze na prova em estrada) e nos Jogos Olímpicos de Verão de 2012.
Destaca pela sua regularidade nas provas de vários dias, ainda que também tem conseguido conseguir vitórias de uma corrida como o Mundial em Estrada de 2009 e vários Campeonatos de Itália; sobressaindo especialmente por seus bons postos conseguidos no Giro d'Italia Feminino.

## Medalheiro internacional

### Ciclismo em estrada
| Jogos Olímpicos    | Jogos Olímpicos      | Jogos Olímpicos   | Jogos Olímpicos |
| Ano                | Lugar                | Medalha           | Competição      |
| ------------------ | -------------------- | ----------------- | --------------- |
| 2008               | Pequim ( China)      | Medalha de bronze | Rota            |
| Campeonato Mundial |                      |                   |                 |
| Ano                | Lugar                | Medalha           | Competição      |
| 2004               | Verona ( Itália)     | Medalha de prata  | Rota            |
| 2009               | Mendrisio ( Suíça )  | Medalha de ouro   | Rota            |
| 2018               | Innsbruck ( Áustria) | Medalha de bronze | Rota            |

### Ciclismo em pista
| Campeonato Mundial | Campeonato Mundial         | Campeonato Mundial | Campeonato Mundial      |
| Ano                | Lugar                      | Medalha            | Competição              |
| ------------------ | -------------------------- | ------------------ | ----------------------- |
| 2018               | Apeldoorn ( Países Baixos) | Medalha de bronze  | Perseguição por equipas |
| Campeonato Europeu |                            |                    |                         |
| Ano                | Lugar                      | Medalha            | Competição              |
| 2014               | Baie-Mahault ( França)     | Medalha de bronze  | Perseguição por equipas |
| 2016               | Saint-Quentin ( França)    | Medalha de ouro    | Perseguição por equipas |
| 2017               | Berlim ( Alemanha)         | Medalha de ouro    | Perseguição por equipas |

## Palmarés

### Estrada
2004 (como amador)
- Eko Tour Dookola Polski, mais 1 etapa
  - 2.ª no Campeonato Mundial em Estrada

- 2005
- Campeonato da Itália Contrarrelógio

- 2006
  - 1 etapa da Iurreta-Emakumeen Bira
  - 2.ª no Campeonato Europeu Contrarrelógio sub-23 
  - 2.ª no Campeonato Europeu em Estrada sub-23

- 2008
- Campeonato da Itália Contrarrelógio  
  - 3.ª no Campeonato Olímpico em Estrada

- 2009
  - 1 etapa do Giro della Toscana Int. Femminile-Memorial Michela Fanini
- Campeonato Mundial em Estrada

- 2010
- Campeonato da Itália Contrarrelógio  
  - 3.ª no Giro d'Italia Feminino, mais classificação das jovens

- 2011
  - 2.ª no Campeonato da Itália em Estrada 
  - 3.ª no Campeonato da Itália Contrarrelógio

- 2012
- Campeonato da Itália Contrarrelógio

- 2013
- Campeonato da Itália Contrarrelógio  
  - 2.ª no Giro d'Italia Feminino
  - 1 etapa do Tour de Thüringe Feminino
  - 1 etapa do Boels Rental Ladies Tour

- 2015
  - 1 etapa do Tour da Ilha de Zhoushan
  - 2.ª no Campeonato da Itália Contrarrelógio

- 2016
  - 2.ª no Campeonato da Itália Contrarrelógio

- 2017
- Giro de Emília Feminino

- 2018
  - 3.ª no Campeonato Mundial em Estrada

- 2021
  - 3.ª no Campeonato da Itália Contrarrelógio 
  - 2.ª no Campeonato da Itália em Estrada

### Pista
- 2011
- Campeonato da Itália Scratch  
  - 2.ª no Campeonato da Itália Perseguição por Equipas (fazendo equipa com Monia Baccaille e Marta Tagliaferro)

- 2013
  - 3.ª no Campeonato da Itália Pontuação
- Campeonato da Itália Perseguição por Equipas (fazendo equipa com Beatrice Bartelloni, Elena Cecchini e Marta Tagliaferro)

- 2014
  - 2.ª no Campeonato da Itália Perseguição
- Campeonato da Itália Perseguição por Equipas (fazendo equipa com Beatrice Bartelloni, Elena Cecchini e Marta Tagliaferro)  
  - 3.ª no Campeonato da Itália Omnium 
  - 3.ª no Campeonato Europeu Perseguição por Equipas (fazendo equipa com Beatrice Bartelloni, Simona Frapporti e Marta Tagliaferro)

- 2016
- Campeonato Europeu Perseguição por Equipas

- 2018
  - 3.ª no Campeonato Mundial Perseguição por Equipas (fazendo equipa com Elisa Balsamo, Letizia Paternoster e Silvia Valsecchi)

## Resultados em Grandes Voltas e Campeonatos do Mundo
Durante sua corrida desportiva tem conseguido os seguintes postos nas Grandes Voltas femininas e nos Campeonatos do Mundo em estrada:
| Corrida                | Corrida                | 2004 | 2005 | 2006 | 2007 | 2008 | 2009 | 2010 | 2011  | 2012 | 2013 | 2014 | 2015 | 2016 | 2017 | 2018 | 2019 | 2020 | 2021 |
| ---------------------- | ---------------------- | ---- | ---- | ---- | ---- | ---- | ---- | ---- | ----- | ---- | ---- | ---- | ---- | ---- | ---- | ---- | ---- | ---- | ---- |
|                        | Giro d'Italia          | —    | —    | 7.ª  | 5.ª  | 4.ª  | 7.ª  | 3.ª  | 4.ª   | 7.ª  | 2.ª  | 36.ª | —    | 6.ª  | 35.ª | 47.ª | 30.ª | 22.ª | 8.ª  |
|                        | Tour de l'Aude         | —    | —    | —    | —    | 25.ª | —    | 21.ª | X     | X    | X    | X    | X    | X    | X    | X    | X    | X    | X    |
|                        | Grande Boucle          | —    | —    | —    | —    | —    | —    | X    | X     | X    | X    | X    | X    | X    | X    | X    | X    | X    | X    |
| Mundial em Estrada     | Mundial em Estrada     | 2.ª  | —    | —    | —    | 29.ª | 1.ª  | 24.ª | 108.ª | 79.ª | 7.ª  | 37.ª | 62.ª | 74.ª | 39.ª | 3.ª  | 32.ª | 45.ª | —    |
| Mundial Contrarrelógio | Mundial Contrarrelógio | 10.ª | —    | —    | —    | —    | 18.ª | 10.ª | —     | —    | —    | —    | —    | —    | —    | —    | —    | —    | —    |

—: não participa

X: edições não celebradas

## Equipas
- Top Girls Fassa Bortolo (2005-2006)
  - Top Girls Fassa Bortolo Hausbrandt Caffe' (2005)
  - Top Girls Fassa Bortolo Raxy Line (2006)
- AA Drink Cycling Team (2007)
- Gauss RDZ Ormu (2008-2009)[8]
- S.C. Michela Fanini Record Rox (2009)[9]
- Team Valdarno (2010)
- Cipollini (2011-2014)
  - S.C. MCipollini-Giambenini (2011)
  - MCipollini-Giambenini (2012)
  - MCipollini-Giordana (2013)
  - Alé Cipollini (2014)
- Hitec Products (2015-2016)
- Lensworld-Kuota (2017)
- Hitec Products-Birk Sport (2018[10])
- BePink (2018[11]-2019)
- Alé BTC Ljubljana[12] (2020-)